# Vlastimil Moravec
Vlastimil Moravec (Nové Město na Moravě, 7 de maig de 1949 - Brno, 15 d'abril de 1986) va ser un ciclista txecoslovac, d'origen txec. Va guanyar una medalla de bronze al Campionat del Món de contrarellotge per equips de 1975. Va participar en dues edicions dels Jocs Olímpics.

## Palmarès
- 1970
  - 1r a la Volta a Eslovàquia
- 1971
  - 1r al Memorial Coronel Skopenko
- 1972
  - 1r a la Cursa de la Pau i vencedor d'una etapa
- 1974
  - Campió de Txecoslovàquia en ruta
  - 1r a la Praga-Karlovy Vary-Praga
- 1975
  - 1r al Tour de Bohèmia
  - Vencedor d'una etapa a la Volta a la RDA
- 1976
  - Vencedor d'una etapa a la Volta a Colòmbia
- 1977
  - Vencedor d'una etapa a la Cursa de la Pau